# ToorCon
ToorCon est une convention de hackeurs et de professionnels de la sécurité informatique se déroulant chaque année à San Diego, aux États-Unis, traditionnellement à la fin septembre.
L’objectif principal de ToorCon est de présenter des conférences à un prix réduit dans une atmosphère conviviale.
L’évènement est lancé en 1999 à l'initiative du groupe 2600.